# Медаль «За зимнюю кампанию на Востоке 1941/42»
Медаль «Зимнее сражение на Востоке 1941/42 (Восточная медаль) (Мороженое мясо)» — военная награда нацистской Германии.
Учреждена 26 мая 1942 года. Награждались участники сражений на советско-германском фронте зимой 1941—1942 гг.

## Критерии награждения

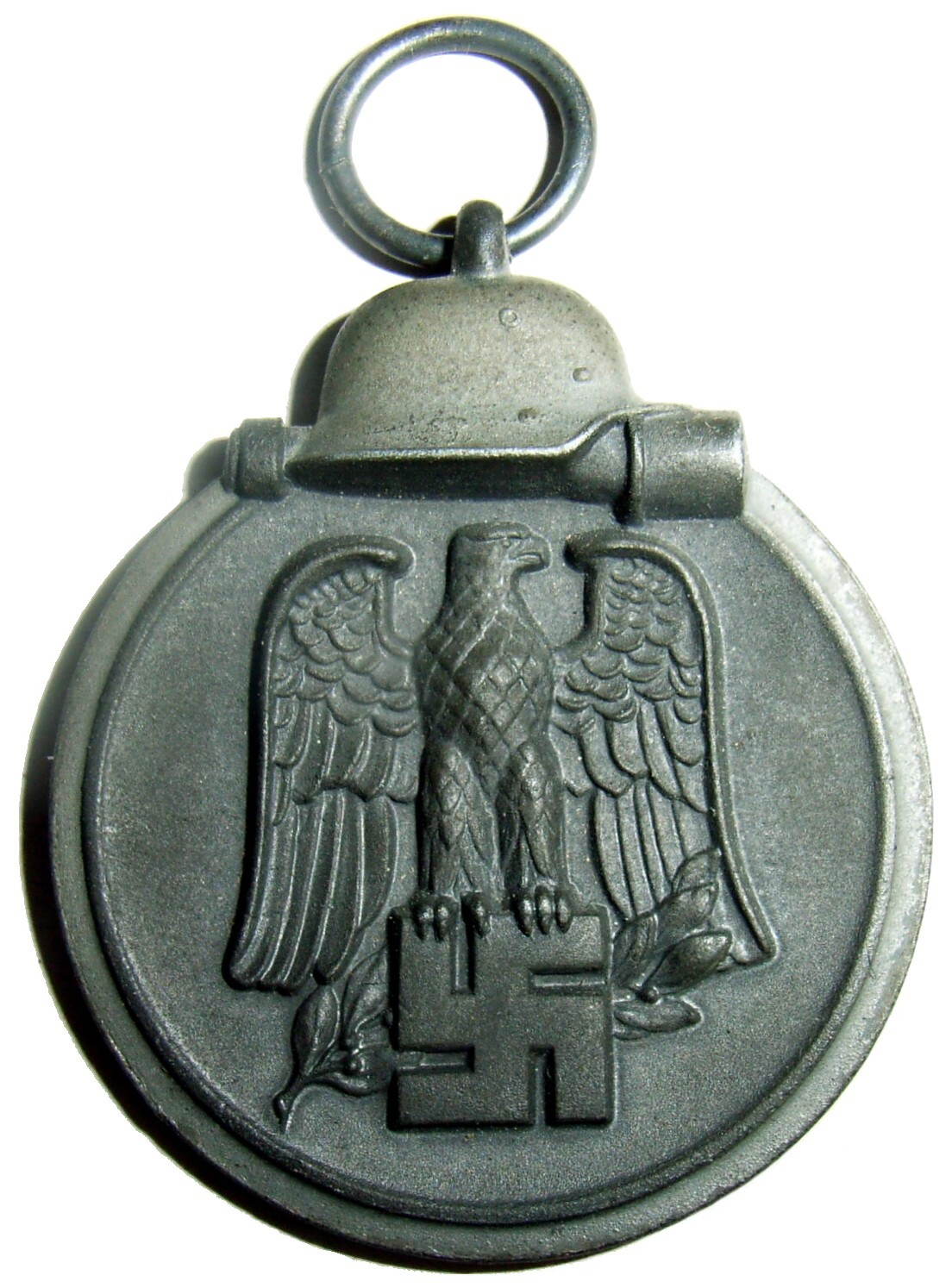
Аверс медали

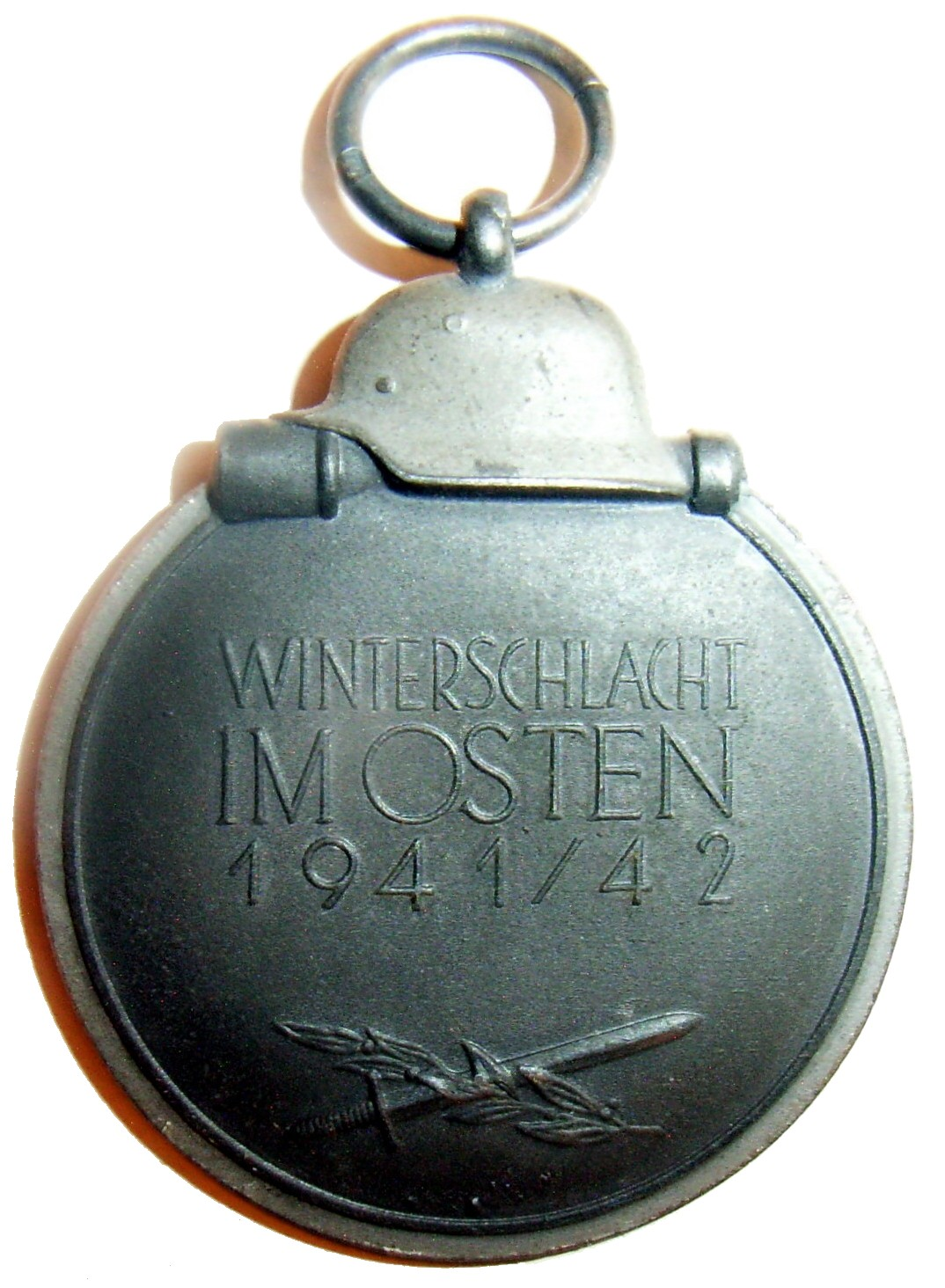
Реверс медали

Право для представления к награждению давало выполнение условий:
- Участие в сражении, по крайней мере, в течение 14 дней. Для лётного персонала Люфтваффе боевые вылеты в течение 30 дней, или
- Ранение или обморожение, достаточное для награждения знаком «За ранение», или
- Стойкость в прочих непрерывных боях, по крайней мере в течение 60 дней.

Выше указанные условия должны быть выполнены в период с 15 ноября 1941 года по 15 апреля 1942 года (оба дня включительно), и в районе восточнее области главнокомандующего Вермахта на Украине и на Востоке, или в операционном районе Финляндия, восточнее финско-русской границы 1940 года. В случае гибели военнослужащего медаль передавалась родственникам погибшего.
Медаль также вручалась служащим подразделений вспомогательных служб и организаций: Организации Тодта, Имперской трудовой службы (RAD), Службы технической помощи (TN), NSKK, Немецкого красного креста (DRK), Таможенно-пограничной охраны, Полиции охраны водных путей, Службы охраны железных дорог, а также союзникам Германии: румынским, итальянским, испанским, венгерским военнослужащим. Имели место награждения восточных добровольцев.
Вручение медали продолжалось до 15 октября 1944 года.

## Описание
Цинковая медаль диаметром примерно 36×40 мм, зачернена в середине и имеет посеребрённый край шириной примерно 1,5—2 мм. На лицевой стороне медали орёл со сложенными крыльями. В когтях орёл держит свастику на фоне лавровой ветви. Над орлом — стилизованная немецкая стальная каска (М35), которая иногда оформлялась белой. Шлем опирается на ручную гранату. Реверс медали слегка выгнут наружу, на нём стилизованный стальной шлем с горизонтально расположенной ручной гранатой на верхнем крае. Посередине надпись в три строки: WINTERSCHLACHT / IM OSTEN / 1941/42 прописными буквами. Средняя строка (IM OSTEN) немного крупнее. Под надписью скрещённые меч и лавровая ветвь.
Цвета ленты соответствовали стилю немецких национальных цветов, но имело место и символическое объяснение значения цветов. Например, немецкий военный корреспондент Иоахим Пресс считал, что ярко-красный цвет ленты должен означать «храбрую жизнь, которая сильнее, чем самая суровая зима», чем и объясняется узкость белой полосы. Чёрная полоса символизировала скорбь по павшим товарищам. Немецкие солдаты подходили к символизму ленты с сарказмом: «Красная армия слева и справа, а посередине дорога Смоленск—Москва и снег». Также имела хождение рифма: «Чёрная ночь, белый снег и с обеих сторон Красная Армия» (Schwarz ist die Nacht, weiß ist der Schnee und von beiden Seiten die Rote Armee).
Медаль солдаты называли «Мороженное мясо» (Gefrierfleischorden) из-за частых случаев обморожения солдат во время зимы 1941—1942 годов. К 1943 году сотрудник Армейского музея в Мюнхене подполковник Миллер собрал 32 различных прозвища Восточной медали, в том числе: «Морозная медаль» (Frost-Medaille), «Снеговик в стальном шлеме» (Schneemann mit Stahlhelm), «В память о северном сиянии» (Nordlicht-Erinnerung), «Орден тундры» (Tundra-Orden), «Медаль взлётно-посадочной полосы» (Rollbahn-Medaille) или «Отпускная эрзац-медаль» (Urlaubs Ersatzmedaille).

## Современное положение
В соответствии с § 6 закона Германии о порядке награждения орденами и о порядке ношения от 26 июля 1957 г. (нем. Gesetz uber Titel, Orden und Ehrenzeichen) ношение медали разрешено в «денацифицированном» варианте без изображения свастики.